# DUF1220
DUF1220 is een proteïne, die onder andere actief is in de neuronen in de hersenen bij de neocortex. Hij wordt op diverse plaatsen op het DNA door genen gecodeerd en het vermoeden is dat DUF1220 gerelateerd is aan cognitieve ontwikkeling. Dit is de conclusie uit vergelijkingsonderzoek naar DUF1220-locaties bij mensapen en andere zoogdieren (mens: 212 locaties; chimpansee: 37 locaties; gewone apen: 30 locaties; muis: 1 locatie).
Geconstateerd is dat er veel DUF1220-locaties aanwezig zijn op chromosoom 1 en in het bijzonder in chromosoomband q21.1 van het chromosoom. Opvallend is dat de DUF1220-locaties op chromosoom 1 aanwezig zijn bij gebieden die gerelateerd worden aan de grootte van het brein. De grootte van het brein wordt gerelateerd aan autisme (macrocefalie) en schizofrenie (microcefalie). Vermoed wordt dat een deletie of duplicatie van een gen dat DUF1220-gebieden maakt hier een oorzaak zou kunnen zijn. Er wordt dan ook een relatie gelegd naar het 1q21.1-duplicatiesyndroom en het 1q21.1-deletiesyndroom